# Specklinia latilabris
Specklinia latilabris är en orkidéart som först beskrevs av Ernesto Foldats, och fick sitt nu gällande namn av Alec M. Pridgeon och Mark W. Chase. Specklinia latilabris ingår i släktet Specklinia och familjen orkidéer. Inga underarter finns listade i Catalogue of Life.